# Adtranz

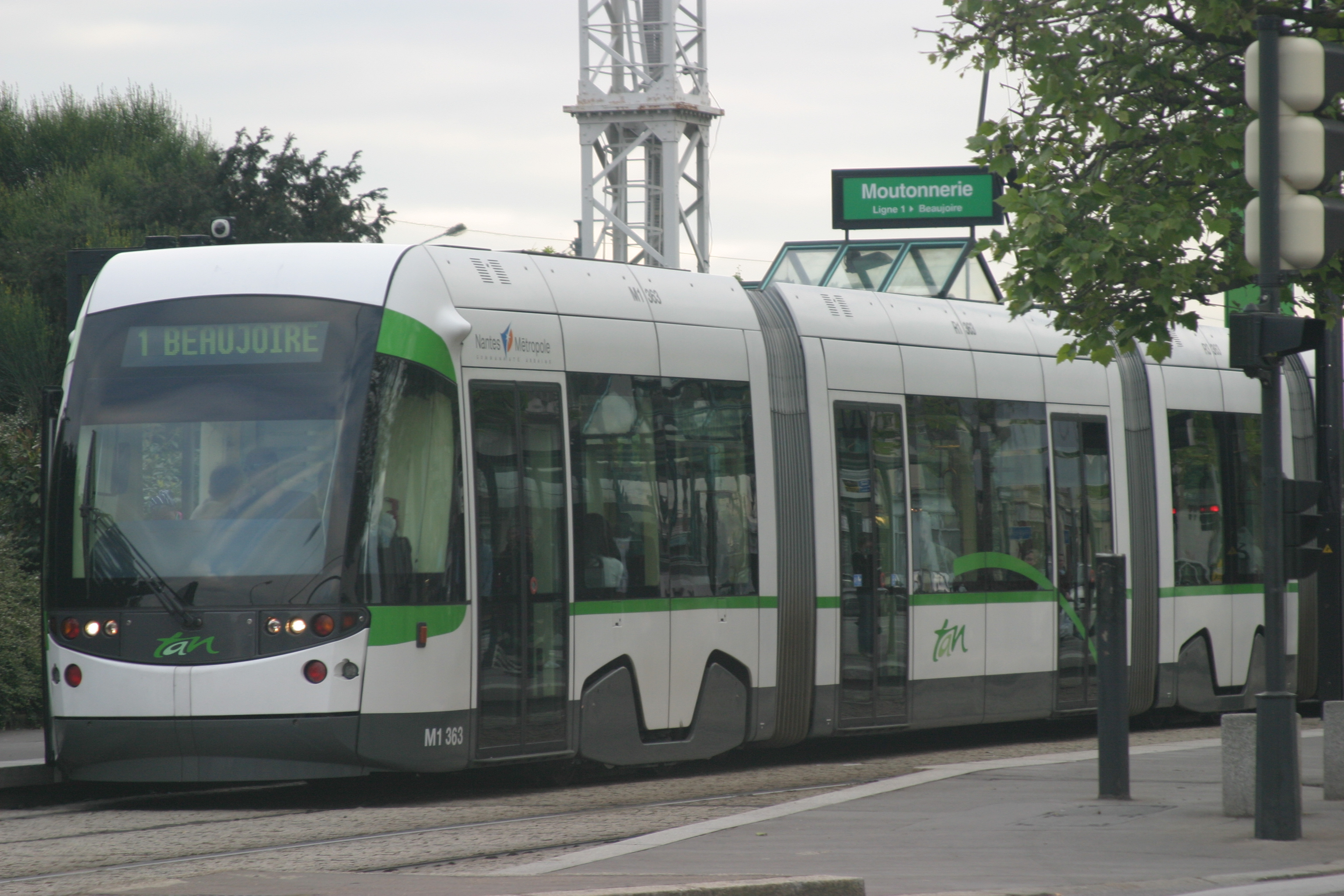
Rame Incentro du tramway de Nantes.

Adtranz (ou ADtranz, le nom complet étant ABB Daimler Benz Transportation), également appelé DaimlerChrysler Rail Systems de 1999 à 2001, était un constructeur ferroviaire multinational basé à Berlin, en Allemagne. L'entreprise est rachetée par Bombardier Transport en 2001.

## Historique
Adtranz est fondé en 1996 en fusionnant les branches transports d'ABB-Henschel, AEG et Daimler-Benz. La moitié des actions sont alors possédées par Daimler-Benz et l'autre moitié par ABB. 
En 1999, DaimlerChrysler achète les parts d'ABB pour 472 millions de dollars américains et renomme Adtranz en DaimlerChrysler Rail Systems.
Bombardier achète la société en 2001 à DaimlerChrysler pour un montant de 711 millions de dollars américains, devenant ainsi le plus grand constructeur ferroviaire du monde (au moment de cette acquisition, DaimlerChrysler Rail Systems était au deuxième rang derrière Alstom).